# Halacsya
- Commons
- Wikispecies

Halacsya é um gênero de plantas pertencente à família Boraginaceae.